# 신세카이

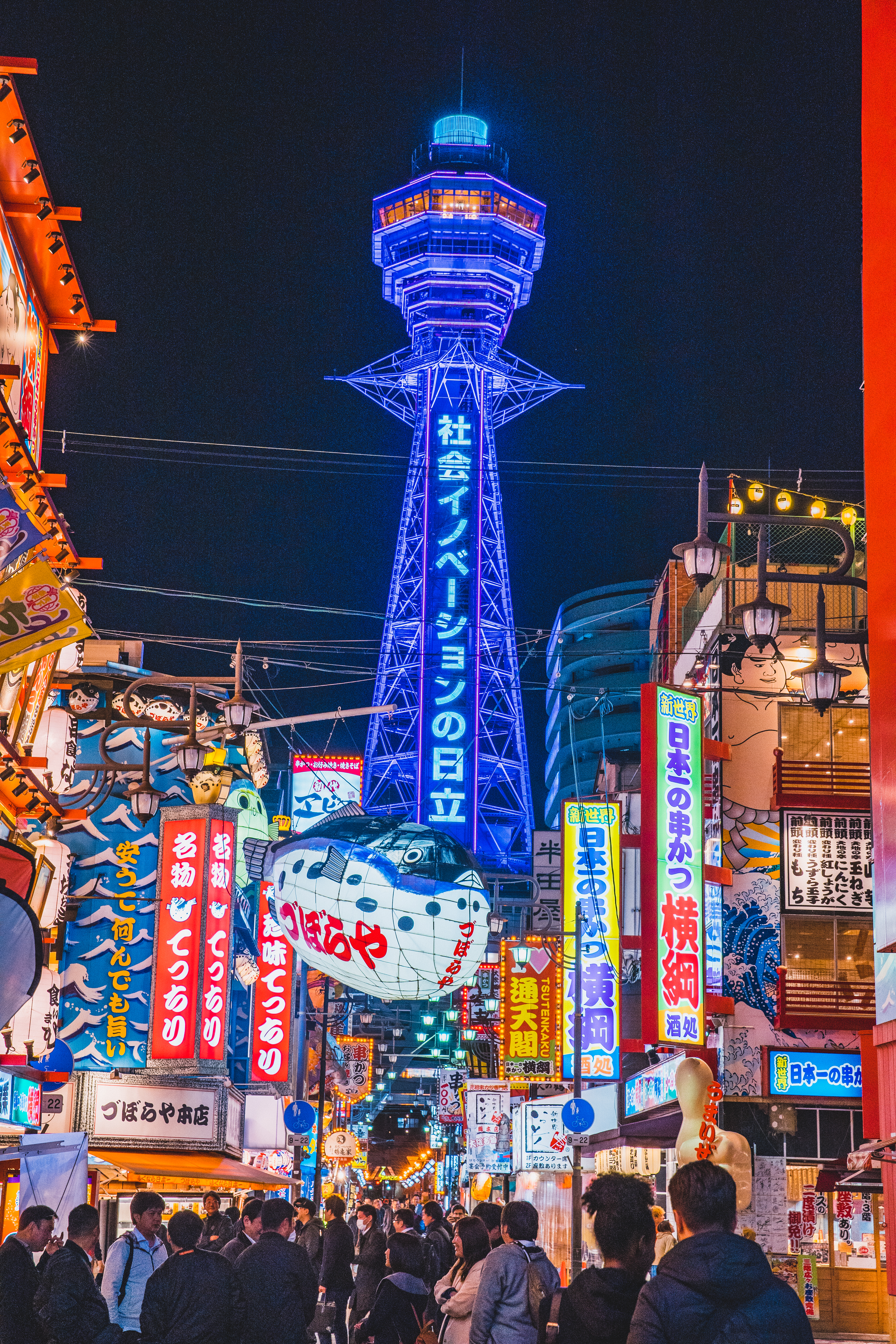
신세카이

신세카이(일본어: 新世界 신세카이[*] →신세계)는 일본 오사카부 오사카시 나니와구에 있는 유흥가이다. 중심에 쓰텐카쿠(통천각, 通天閣)라고 불리는 전망대는 일본 최초로 엘리베이터가 설치된 전망대이며, 1943년1월에 초대 통천각이 가까이 있던 영화관에서 연소 화재로 타고 해체되어 1956년 재건축하여 지금의 모습으로 세워졌다. 츠텐카쿠의 높이는 피뢰침을 포함해 총 103미터로, 주요 전망대는 91미터에 해당하는 곳에 위치해 있다. 신세카이의 개발 당시 남쪽 지역은 뉴욕의 코니아일랜드를, 북쪽의 절반은 파리를 모델로 삼아 만들어졌다.